# Dungeons & Dragons Expert Set
Expert Set es una caja de expansión para el juego de rol de fantasía Dungeons & Dragons. Se publicó por primera vez en 1981 como una expansión del set básico.
Después de que les dijeron que Greyhawk estaba reservado para Advanced Dungeons & Dragons, Schick y Moldvay decidieron usar su propia configuración de Mystara específicamente alrededor del área de The Known World, que se asemejaba a la Europa del siglo XV.

## Historial de publicaciones

### Versión de 1981
El set básico tuvo una revisión importante en 1981 por Tom Moldvay. El objetivo general de la revisión era proporcionar expansiones posteriores al juego, cada una de las cuales describía un conjunto específico de niveles de desarrollo de personajes. El set básico describía los niveles de personaje 1 a 3, al igual que su predecesor inmediato, el set básico editado por J. Eric Holmes en 1977. El set básico de Moldvay fue seguido inmediatamente por el lanzamiento del set experto editado por Dave Cook y Stephen R. Marsh, compatible con los niveles de personaje 4 a 14. The Isle of Dread se incluyó en el set como un ejemplo de aventura y escenario al aire libre. El set incluía dados  y presentaba una portada de Erol Otus.

### Revisión de 1983
El set básico fue revisado una vez más en 1983 por Frank Mentzer, esta vez como Dungeons & Dragons Set 1: Basic Rules. Entre 1983 y 1985, Mentzer revisó y amplió este sistema como una serie de cinco sets en caja, incluidas las Reglas Basic Rules, Expert Rules (brindando soporte para personajes de nivel 4 a 14), Companion Rules (brindando soporte para personajes de nivel 15 a 25), Master Rules (brindando soporte para personajes de nivel 26 a 36), y Immortal Rules (brindando soporte para inmortales, personajes que habían trascendido los niveles). Los primeros cuatro sets se compilaron más tarde como un solo libro de tapa dura, Dungeons & Dragons Rules Cyclopedia (1991).
El Expert Set de Mentzer contó con el ilustraciones de Larry Elmore, y se publicó como un set en caja con dados y dos libros: el libro de reglas de Expert Set de 64 páginas y el módulo Isle of Dread de 32 páginas (con una carpeta exterior).
El juego en caja del 10th Anniversy Dungeons & Dragons Collector's Set, publicado por TSR en 1984, incluía los libros de reglas de los sets Básico, Experto y Acompañante; módulos AC2, AC3, B1, B2 y M1, Blizzard Pass ; Hojas de registro de personajes del jugador ; y dados; este set estaba limitado a 1000 copias y se vendió por correo y durante el evento GenCon 17. : 147 

## Contenido
Expert Set consta de un libro de reglas y un módulo de aventura, X1- The Isle of Dread. El libro de reglas de Expert Set cubre los niveles de personaje 4-14, : 2 y comienza con una introducción a las aventuras en la naturaleza silvestre y jugar campañas a largo plazo.
Luego, el libro de reglas se divide en una sección del Jugador y una sección del Dungeon Master. La sección del Jugador presenta reglas para aventuras en la naturaleza silvestre, así como nuevas armas y equipos. Amplía las listas de hechizos para las clases de clérigos y magos e introduce el concepto de "hechizos invertidos" (en los que algunos hechizos pueden lanzarse con un resultado opuesto a su efecto normal). Debido a sus habilidades especiales, las tres clases de semihumanos reciben niveles máximos "para ayudar a mantener todas las clases de personajes en equilibrio": : 3 enanos, elfos y medianos solo pueden ascender al nivel 12, 10 y 8, respectivamente. Cuando cualquier personaje alcanza un nivel de "Número" específico, según su clase, se le permite construir una fortaleza y, por lo tanto, atraer a PnJs seguidores de nivel inferior.
La mayor parte de la sección del Dungeon Master proporciona detalles para crear y ejecutar aventuras en la naturaleza silvestre y una campaña a largo plazo, incluido el diseño de la ciudad natal y el área de los personajes del jugador, y reglas de combate para varios terrenos en la naturaleza silvestre. El Gran Ducado de Karameikos se presenta como una muestra de área de aventura en la naturaleza silvestre. : 38–39 Las listas de objetos mágicos y monstruos también se amplían.
Los jugadores que deseen una expansión todavía mayor deben dirigirse al Companion Set.

## Recepción
Aaron Allston reseñó el Expert Set original en The Space Gamer #38. Comentó sobre su lugar con la serie Basic D&D, diciendo que "En general, la serie Basic es un buen set de reglas, pero solo como una serie. Un jugador principiante encontrará que Basic D&D está bien organizado y es jugable, pero tan limitado que pronto se volverá pálido e insípido. Con Expert, el alcance aumenta a niveles aceptables, con reglas para aventurarse más allá de las mazmorras (naturaleza silvestre, aire, mar, el mundo en general), pero esto duplica la inversión requerida". Allston también comentó que "Expert D&D prácticamente no tiene valor fuera de la serie. Duplicó materiales en Original D&D y AD&D, y no abre caminos nuevos. Su uso con otros juegos de rol es cuestionable, a excepción de la sección de construcción de castillos, que pocos otros juegos manejan en detalle. Sin embargo, está bien organizado y tiene un valor incalculable en el contexto de la serie".
Anders Swenson y Douglas Law reseñaronDungeons & Dragons Basic Set y Dungeons & Dragons Expert Set para la revista Different Worlds y afirmaron que "los nuevos D&D Basic y Expert Sets deberían ser una introducción fluida al pasatiempo de los juegos de aventuras para una gran cantidad de jugadores nuevos y una adición disfrutable a las bibliotecas de jugadores experimentados. Recomendamos esta versión del juego sobre las ediciones anteriores, especialmente para principiantes, porque es más clara, mejor organizada y más refinada".
Chris Hunter reseñó la edición de 1983 para la revista Imagine y le dio una reseña positiva. Pensó que, a diferencia del Conjunto básico, se trataba más de una reorganización y reedición del material original.